# Longjiang
För andra betydelser, se Longjiang (olika betydelser).
Longjiang, tidigare stavat Lungkiang, är ett härad som lyder under Qiqihars stad på prefekturnivå i Heilongjiang-provinsen i nordöstra Kina. Det ligger omkring 310 kilometer nordväst om provinshuvudstaden Harbin.